# カラ・ユルク・オスマン
カラ・ユルク・オスマン（Kara-Yülük Osman, ? - 1435年）は、白羊朝の初代君主。カラ・オスマンともいう。

## 来歴
カラ・オスマンの出た白羊朝の王家は東部アナトリアに遊牧していたトゥルクマーン遊牧民のバヤンドル族の首長で、14世紀半ばからディヤルバクルを中心に勢力を蓄え、世紀の後半に白羊朝部族連合国家の盟主となった。
カラ・オスマンがその長であった時代、白羊朝はトレビゾンド帝国の領地を定期的に攻撃していた。そのため、トレビゾンド皇帝のアレクシオス3世は配偶者のテオドラ・カンタクゼネとの間に生まれた娘を彼に嫁がせ、攻撃をやめさせた。また、ティムールが東部アナトリアに侵攻してくると、ティムールに抵抗した黒羊朝に対抗してティムールに完全に従属。1402年のアンカラの戦いにもティムール側で参加し、ティムールがアナトリアを去る際に戦功としてディヤルバクル周辺の支配権を認められて、白羊朝発展の基礎を築いた。
1404年にティムールが没すると、黒羊朝が英主カラ・ユースフのもとで勢力を回復し、東部アナトリアからイラン西部に至る広大な領域を制覇するに至ると、白羊朝は圧迫を受けた。さらに、ディヤルバクルの南からはマムルーク朝が迫ってきたため、挟撃を受けた白羊朝は窮地に陥り、君主カラ・オスマンも1435年に黒羊朝との戦いに敗れて戦死した。